# 묵호고등학교
묵호고등학교(墨湖高等學校)는 대한민국 강원특별자치도 동해시 부곡동에 있는 공립 고등학교이다.

## 학교 연혁
- 1954년 5월 18일 : 문교부 제469호 묵호상업고등학교 설립인가(6학급)
- 1954년 9월 6일 : 묵호상업고등학교 개교, 초대 김광용 교장 취임
- 1957년 2월 23일 : 제1회 졸업식 거행(졸업생 63명)
- 1969년 11월 11일 : 묵호종합고등학교로 개칭(보통과 1, 상업과 1학급)
- 1972년 9월 1일 : 부곡동 신축 교사로 이사
- 1981년 12월 11일 : 묵호종합고등학교 부설 방송통신고등학교 설립 인가(6학급)
- 1982년 3월 14일 : 묵호종합고등학교 부설 방송통신고등학교 개교
- 1986년 10월 15일 : 묵호고등학교로 개칭(각 학년 남녀 6학급 인문계 고등학교)
- 2011년 5월 30일 : 학칙 변경 인가(전학년 7학급, 전 21학급으로 변경 인가)
- 2024년 3월 4일 : 제31대 고상현 교장 부임
- 2025년 1월 2일 : 제69회 졸업식 거행 146명 졸업(졸업생 누계 12,902명)
- 2025년 3월 4일 : 2025학년도 입학식(신입생 155명)

## 참고 자료
- 묵호고등학교 - 한국교육학술정보원 학교알리미